# Perla Ruth Albertsdóttir
Perla Ruth Albertsdóttir (* 21. September 1996 in Blönduós, Island) ist eine isländische Handballspielerin, die für die isländische Nationalmannschaft aufläuft.

## Karriere

### Im Verein
Perla Ruth Albertsdóttir wurde in der zweiten Jahreshälfte 2013 von ihrem Freund und seiner Schwester davon überzeugt, mit dem Handballspielen zu beginnen. Die Rechtshänderin, die auf den Positionen Linksaußen und Kreismitte eingesetzt wird, absolvierte am 21. Januar 2014 ihr erstes Erstligaspiel für UMF Selfoss gegen Valur Reykjavík. Nachdem Perla Ruth Albertsdóttir in 136 Einsätzen insgesamt 457 Treffer für Selfoss erzielt hatte, wechselte sie im Sommer 2019 zum Erstligisten Fram Reykjavík. Mit Fram gewann sie 2020 den isländischen Pokal sowie 2022 die isländische Meisterschaft. Im Sommer 2023 kehrte sie zu UMF Selfoss zurück, der zwischenzeitig in die zweithöchste isländische Spielklasse abgestiegen war. Im Jahr 2024 feierte sie mit Selfoss den Wiederaufstieg.

### In Auswahlmannschaften
Perla Ruth Albertsdóttir gehört seit dem Jahr 2017 dem Kader der isländischen Nationalmannschaft an. Mit Island nahm sie bislang nur an der Weltmeisterschaft 2023 teil und schloss das Turnier auf dem 25. Platz ab. Perla Ruth Albertsdóttir erzielte im Turnierverlauf 22 Treffer.